# فانزي (سافوا العليا)
فانزي (بالفرنسية: Vanzy)‏ هي بلدية فرنسية في إقليم سافوا العليا في Canton of Frangy. يقدر عدد سكانها بـ 242 نسمة ومساحتها 5.57 كم2 .